# 新千葉カントリー倶楽部
新千葉カントリー倶楽部（しんちばカントリーくらぶ）は、千葉県東金市にあるゴルフ場である。

## 概要
「新千葉カントリー倶楽部」は、千葉県の中東部、九十九里平野の房総台地との境界に位置し、房総丘陵に近く平野部は田園地帯が九十九里に向かって広がり、丘陵地は山武杉の森林に覆われる、東金御成街道、東金御殿など、文化的景観を持ち合わせたロケーションに恵まれた所にある。
1960年（昭和35年）代後期、新たなゴルフ場の建設に向けて、建設用地の東金市家之子地区に、コース設計家の上田治に依頼し、18ホール規模のゴルフ場の造成工事が着工され、 1970年（昭和45年）7月9日、「新千葉カントリー倶楽部」18ホールの造成工事が完了し、開場された。
開場当時は、後に倒産した帝国観光株式会社グループによって建設されたゴルフ場だった。しかし、開場後は、経営会社が二転三転することがあったが、その後は、経営も安定してコースも増設され、現在54ホールのゴルフ場となった。
コース設計家・上田治の設計によるコースは、関東地域では数コースしかなく、千葉県内では新千葉カントリー倶楽部が唯一のコースである。あさぎりコース、つくもコース、たちばなコースのそれぞれ18ホールの合計54ホール規模で、パー216のゴルフ場である。
あさぎりコースは、アウトが広々としていて、インは多少アップダウンがあり、砲台グリーンはガードバンカーが囲んでいる。つくもコースは、池が多く配置され池越えホールがあり、フェアウェイが狭いので正確性を要求されるコースである。たちばなコースは、あさぎりコースやつくもコースに比べて距離が短いコースである。

## 所在地
〒283-0001 千葉県東金市家之子2177番地

## コース情報
- 開場日 - 1970年7月9日
- 設計者 - 上田 治
- 面積 - 2,500,000m2（約75.6万坪）
- コースタイプ - 丘陵コース
- コース - 54ホールズ、パー216、46,726ヤード、コースレート、あさぎり72.8、つくも70.2、たちばな68.5
- フェアウェー - コウライ
- ラフ - ノシバ
- グリーン - 2グリーン、ベント・コーライ
- ラウンドスタイル - キャディの人数に応じてキャディ付きとし、それ以外はセルフ、歩いてのラウンド、1組4人が原則、状況によりスリーサム可
- 練習場 - 16打席200ヤード
- 休場日 - 12月31日、1月1日[3][4]

## クラブ情報
- ハウス面積 - 4,000m2（1,210坪）
- ハウス設計 - 白石建設 株式会社
- ハウス施工 - 白石建設 株式会社[3][4]

## ギャラリー
- コース - 「あさぎりコース」、コース紹介、2021年10月9日閲覧「つくもコース」、施設案内、2021年10月9日閲覧「たちばなコース」、施設案内、2021年10月9日閲覧

## 交通アクセス
鉄道（JR東日本）
- 外房線 - 大網駅より タクシー利用 約20分
- 東金線 - 東金駅より タクシー利用 約10分[5]

道路
- 千葉東金道路 - ICより 10Km[5]

## 関連文献
- 『ゴルフ場ガイド 東版』、2006-2007、「新千葉カントリー倶楽部」、東京 ゴルフダイジェスト社、2006年5月、2021年10月9日閲覧